# Lotario I della marca del Nord
Lotario I (940 circa – 25 gennaio 1003) fu margravio della marca del Nord dal 983 circa alla morte e conte di Walbeck come Lotario III dal 964 alla morte. Fu anche un membro della nobiltà sassone come conte di Derlingau e del Nordthüringgau.

## Biografia
Egli era il figlio maggiore di Lotario II Vecchio, conte di Walbeck e di Matilde di Arneburg. Succedette a suo padre nella contea di Walbeck nel 964. Fu lo zio paterno del cronista Tietmaro di Merseburgo, figlio del fratello minore Sigfrido. Lotario non ereditò la contea di Walbeck, ma divenne conte nel Derlingau e Nordthüringgau dell'Ostfalia nel 982. Quando suo fratello minore Sigfrido morì nel 990, cercò di impadronirsi di tutti i beni di sua madre a svantaggio dei suoi nipoti.
Dopo che il conte Teodorico di Haldensleben nel 983 fu deposto dalla marca del Nord per non aver difeso i vescovi di Brandeburgo e Havelberg a est del fiume Elba durante la rivolta slava del 983 e fu sostituito da Lotario, che fu menzionato per la prima volta come margravio nel 993. Tuttavia i suoi tentativi di strappare i territori orientali della marca del Nord agli slavi Liutici non ebbero successo e in realtà governò solo su una piccola striscia di terra lungo l'Elba nel sud-ovest. Lotario entrò in conflitto con il margravio Eccardo I di Meißen per il matrimonio combinato di suo figlio maggiore Guarniero/Werner con la figlia di Eccardo, Liutgarda, matrimonio a cui si oppose il margravio di Meißen, nonostante avessero in precedenza avuto un accordo. Quindi oppose resistenza alla candidatura di Eccardo per la successione del defunto imperatore Ottone III nel 1002 e vinse i nobili sassoni per l'appoggio del duca rivale Enrico IV di Baviera. Eccardo fu assassinato nello stesso anno e il matrimonio di Guarniero/Werner e Liutgarda poté aver luogo.

## Matrimonio e figli
Lotario sposò Godila († 1015), figlia di Guarniero/Werner, conte di Rothenburg, all'epoca non ancora tredicenne, grazie al sostegno di Ottone II e con il permesso del cugino di lei, il vescovo di Verdun, Wigfrido. Lotario e Godila ebbero cinque figli:
- Guarniero/Werner di Walbeck, margravio della marca del Nord;
- Lotario (morto in battaglia nel 1033), conte di Harzgau. A volte indicato come Lotario IV, conte di Walbeck, ma non incluso nella cronaca di Tietmaro come appartenente alla dinastia;
- Bertoldo di Walbeck († 1018 o in seguito), sposato con Irmgard di Aspel († 1022), figlia di Godizio, conte di Aspel, e Adela di Verdun, figlia di Goffredo I di Verdun;
- Teodorico, canonico a Magdeburgo; nel 1012 venne eletto arcivescovo di Magdeburgo dal capitolo della diocesi alla morte di Waltardo[5][6]. ma Enrico II gli preferì il suo cappellano Gerone[7][8]; divenne quindi, a titolo di risarcimento, cappellano del re al posto di Gerone[7][8];
- Brigida, badessa di San Lorenzo a Magdeburgo. A volte indicata come figlia di Federico, conte di Walbeck.

Il margravio Lotario morì nel 1003 e fu sepolto a Colonia. La sua vedova, Godila di Rothenburg, rimase celibe per quattro anni dopo la sua morte, sposando alla fine Ermanno II, conte di Werl, nonostante il divieto del vescovo Arnolfo di Halberstadt; ella venne quindi colpita da una scomunica togliendole, grazie ad essa, «la speranza di generare figli». Il suo primogenito Guarniero/Werner gli successe nella marca del Nord e il suo secondo figlio, il conte Lotario IV di Walbeck, alla fine fece valere anche una sua rivendicazione. Il suo terzo figlio, Bertoldo si ribellò nel 1017 e si sottomise nel 1018 e il figlio più giovane Teodorico divenne un canonico a Magdeburgo intorno al 1008.